# Arenaria pleurantha
Arenaria pleurantha är en nejlikväxtart som beskrevs av Rodolfo Amando Philippi. Arenaria pleurantha ingår i släktet narvar, och familjen nejlikväxter. Inga underarter finns listade i Catalogue of Life.